# Januariministären
Regeringen Bluhme I, ofta kallad Januariministären, var Danmarks regering mellan 27 januari 1852 och 21 april 1853. 
Premiärminister
- Christian Albrecht Bluhme

Finansminister
- Wilhelm Sponneck

Inrikesminister
- Peter Georg Bang till 3 juni, därefter Carl Frederik Simony

Krigsminister
- Christian Frederik Hansen

Marinminister
- Steen Andersen Bille

Minister över Slesvig
- Carl Moltke

Minister över Holstein och Lauenborg
- Heinrich Anna Reventlow-Criminil